# Веприн (Житомирская область)
Веприн (укр. Веприн) — село на Украине, находится в Радомышльском районе Житомирской области.

## География
Село расположено на левом берегу реки Тетерев. Занимает площадь 34,195 км².

## Местный совет
Село Веприн — административный центр Вепринского сельского совета.
Адрес местного совета: 12212, Житомирская область, Радомышльский р-н, с. Веприн, ул. Стадионная, 3.

## Известные люди
В селе родился Хитриченко, Иван Александрович  (1903—1989) — советский государственный и военный деятель, участник Великой Отечественной войны, партизан.